# Hans Krása

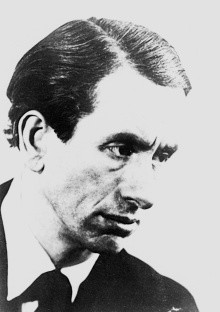
Hans Krása (vor 1935)

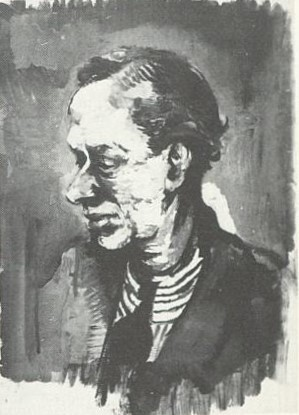
Otto Ungar: Hans Krása in Theresienstadt

Hans Krása (geboren am 30. November 1899 in Prag, Österreich-Ungarn; gestorben am 17. Oktober 1944 im KZ Auschwitz-Birkenau) war ein tschechoslowakischer Komponist deutscher Sprache.

## Leben
Krásas Vater, ein Anwalt, stammte aus einer tschechischen Familie, seine Mutter aus einer deutsch-jüdischen Familie. Krása studierte Komposition an der Deutschen Akademie für Musik und darstellende Kunst in Prag bei Alexander von Zemlinsky. Nach seinem Abschluss folgte er seinem Lehrer nach Berlin. Nach Studienaufenthalten in Frankreich als Schüler Albert Roussels arbeitete er als Korrepetitor am Neuen Deutschen Theater in Prag.
1921 hatte er seinen ersten Erfolg als Komponist mit den Orchesterliedern op. 1 nach Texten von Christian Morgenstern. 1933 wurde in Prag unter der Leitung von George Szell seine Oper Verlobung im Traum uraufgeführt. 1938 schrieb Krása zusammen mit dem Librettisten Adolf Hoffmeister die Kinderoper Brundibár für einen Wettbewerb des tschechoslowakischen Ministeriums für Schulwesen und Volksbildung. Wegen des Beginns des Zweiten Weltkriegs wurde dieser nicht mehr ausgewertet. Im Herbst 1942 wurde diese Oper heimlich im jüdischen Waisenhaus in Prag uraufgeführt.
Am 10. August 1942 wurde Krása ins Ghetto Theresienstadt deportiert. Dort wurde Brundibár über 55-mal aufgeführt. Im Propagandafilm Theresienstadt („Der Führer schenkt den Juden eine Stadt“) wird auch eine Aufführung von Brundibár gezeigt. Im Lager war er mehrere Monate mit Eliška Kleinová verheiratet, um deren Deportation als alleinstehende Frau zu verhindern.
In der Nacht zum 16. Oktober 1944 wurde Hans Krása in einen Eisenbahnwaggon mit Ziel Auschwitz verladen. Dort wurde er als „älterer“ Mann sofort nach der Ankunft in der Gaskammer ermordet.

## Wiederentdeckung
Die Aufarbeitung der viele Jahre lang vergessenen Geschichte um die Kinderoper Brundibár von Hans Krása begann Ende der 1970er Jahre, als die Benediktinerschwester Veronika Grüters auf der Suche nach der Geschichte ihrer Familie eher zufällig auf den Stoff der Oper stieß. Sie rekonstruierte eine Fassung des Brundibár anhand eines Klavierauszugs in tschechischer und hebräischer Sprache und konnte so 1985 die erste Brundibar-Aufführung in Deutschland verwirklichen. Mitte der 1990er Jahre nahm sich die Organisation „Jeunesses Musicales“ der Oper an und initiierte in Kooperation mit anderen Institutionen Pilotprojekte, in denen Arbeitshilfen für die Aufführung der Oper erstellt wurden. Höhepunkt dieses Projektes waren gemeinsame Aufführungen dreier europäischer Spitzenchöre (Knaben- und Kinderchöre) aus Bad Tölz, Posen und Prag, die hintereinander in Berlin, Warschau und Prag die Oper in der jeweiligen Landessprache aufführten. 1995 wurde die Kinderoper als Teil eines Schul- und Erinnerungsprojektes mit den überlebenden Zeitzeugen aus Theresienstadt Herbert Thomas Mandl und Eva Herrmannová am Gymnasium Tanzenberg von ARBOS – Gesellschaft für Musik und Theater zum ersten Mal in Österreich gezeigt.

## Werke (Auswahl)
- Opern
  - Verlobung im Traum, 1928–1930, nach Dostojewskis Novelle Onkelchens Traum (Bote & Bock)
  - Brundibár, Oper für Kinder (zwei Fassungen: Prag 1938, Theresienstadt 1943) (Bote & Bock)

- Chorwerke
  - Die Erde ist des Herrn, Kantate für Soli, Chor und Orchester, 1931 (Bote & Bock)

- Solistische Vokalwerke
  - Vier Orchesterlieder nach Texten aus Christian Morgensterns Galgenliedern op. 1, 1920 (UE Wien)
  - Fünf Lieder op. 4 für mittlere Stimme und Klavier, 1926 (UE Wien)
    - Ihr Mädchen seid wie die Gärten Rainer Maria Rilke
    - An die Brüder Lettisches Volkslied
    - Mach, daß etwas uns geschieht! Rainer Maria Rilke
    - Die Liebe Gaius Valerius Catullus
    - Vice versa Christian Morgenstern

  - Der Schläfer im Tal für tiefere Stimme und Kammerorchester, vor 1925 (Bote & Bock)
  - Drei Lieder für Bariton, Klarinette, Viola und Violoncello, 1943 (Bote & Bock)

- Orchesterwerke
  - Symphonie für kleines Orchester, 1923 (UE Wien)
  - Ouvertüre für kleines Orchester, 1943/44 (Bote & Bock)

- Kammermusik
  - Streichquartett, 1921 (Edition Max Eschig, Paris)
  - Thema mit Variationen für Streichquartett, 1935/36 (Bote & Bock)
  - Kammermusik für Cembalo und 7 Instrumente (4 Klarinetten (4. auch Saxophon), Trompete, Violoncello, Kontrabass), 1936 (Bote & Bock)
  - Tanz für Streichtrio, 1943 (Bote & Bock)
  - Passacaglia und Fuge für Streichtrio, 1944 (Bote & Bock)

- Bühnenmusik
  - Mládí ve hře von Adolf Hoffmeister, 1934/35 (in: A. Hoffmeister, Hry z avantgardy, Prag: Orbis 1963)